# Princess Jellyfish
Princess Jellyfish (海月姫, Kuragehime) is een Japanse josei manga van Akiko Higashimura. Hij werd oorspronkelijk van 25 oktober 2008 tot 25 augustus 2017 uitgegeven in het Kodansha tijdschrift Kiss.
In 2010 zond Fuji Television een 11-delige anime uit op basis van de strip. Hij werd geproduceerd door Brain's Base. Op 27 december 2014 kwam er een live-action film uit in Japan. Een 10-delige live-actionreeks volgde in 2018.

## Verhaal
Tsukimi Kurashita houdt enorm van kwallen. Dit komt omdat ze goede herinneringen heeft aan een bezoek aan het aquarium samen met haar overleden moeder. Ze hoopt om ooit illustrator te worden, maar is bang van sociale interactie, aantrekkelijke mensen en het idee van vast werk.
Tsukimi woont in Amamizukan, een appartementsgebouw in Tokio. Het wordt bewoond door vrouwelijke otaku: mannen zijn er niet welkom. Net zoals Tsukimi en haar kwallen, heeft elke bewoner haar eigen obsessie. Deze NEETs noemen zichzelf de "Amars" (nonnen).
Op een dag ontmoet Tsukimi de stijlvolle Kuranosuke Koibuchi, de buitenechtelijke zoon van een bekend politicus. Kuranosuke kleedt zich als een vrouw om de politieke verplichtingen van zijn familie te ontkomen.
Wanneer Amamizukan dreigt gesloopt te worden tijdens de gentrificatie van de buurt, slaan Tsukimi en Kuranosuke de handen in elkaar. Samen richten ze het modemerk "Jellyfish" op in de hoop genoeg te verdienen om het gebouw te kunnen kopen en zo de sloop tegen te gaan.

## Personages
Tsukimi Kurashita (倉下 月海, Kurashita Tsukimi)
Tsukimi is een otaku van 18 jaar oud. Ze wil illustrator worden en houdt enorm van kwallen. Tsukimi is de enige Amars die op de hoogte is van Kuranosuke's gender. Net zoals de andere Amars is ze bang van stijlvolle mensen. Als huisdier heeft ze een schijfkwal genaamd Clara. Kuranosuke kleedt haar vaak op, meestal tegen haar zin. Kuranosuke's oudere broer Shu is verliefd op haar, maar ondanks haar eigen gevoelens voor hem gelooft Tsukimi dat Shu een relatie heeft met Shoko Inari.
Kuranosuke Koibuchi (鯉淵 蔵之介, Koibuchi Kuranosuke)
Kuranosuke is de buitenechtelijke zoon van een rijke politieke familie. In Amamizukan gebruikt hij de vrouwelijke naam "Kurako" om zijn gender geheim te houden. Hoewel zijn familie wil dat hij een politieke carrière uitbouwt, wil Kuranosuke liever werken in de mode en houdt hij van vrouwenkleding. Hij is op zoek naar de contactgegevens van zijn moeder, een ex-minnares van zijn vader die hij al jaren niet meer gezien heeft. Nadat hij Tsukimi helpt om Clara uit een dierenwinkel te redden, begint hij haar vaak op te zoeken en beseft hij dat hij gevoelens voor haar heeft.
Chieko (千絵子)
Chieko is een lid van de Amars en de uitbater van Amamizukan. Ze is geobsedeerd door traditionele Japanse kleding en poppen. Haar moeder is de eigenaar van het gebouw, maar is zelden aanwezig. Chieko maakt haar eigen kleding.
Mayaya (まやや)
Mayaya is lid van de Amars en houdt enorm van de Kroniek van de Drie Rijken. Ze refereert constant naar het werk en roept wanneer ze spreekt.
Banba (ばんば)
Banba is een Amars lid en geobsedeerd door treinen. Ze valt steeds op vanwege haar grote afro en beweert slechts 8 jaar oud te zijn omdat ze geboren is in een schrikkeljaar.
Jiji (ジジ)
Jiji is het Amarslid dat enorm van oude mannen houdt. Ze houdt zich meestal afzijdig.
Shu Koibuchi (鯉淵 修, Koibuchi Shu)
Shu is Kuranosuke's 30-jaar oude halfbroer en de persoonlijke assistent van hun vader. Hij heeft een vrouwenfobie vanwege de buitenhuwelijkse relatie die zijn vader aanhield met Kuranosuke's moeder toen Shu nog een kind was. Desondanks zijn angsten, wordt hij verliefd op Tsukimi.
Shoko Inari (稲荷 翔子, Inari Shoko)
Een vastgoed ontwikkelaar die Amamizukan wil slopen om plaats te ruimen voor een hotel. Ze drogeerde Shu in een bar en manipuleert hem zodat hij gelooft dat hij seks met haar heeft gehad. Dit gebruikt Shoko als chantagemiddel om zo haar banden met de politieke wereld en haar carrière te bevorderen.
Juon Mejiro (目白 樹音, Mejiro Juon)
Mejiro is een populaire yaoi mangaka en is een gerespecteerd lid van de Amars. Ze is een hikikomori en verlaat zelden haar kamer. Ze communiceert met Chieko via papieren die ze onder haar deur schuift. De Amars vragen haar vaak om raad. Wanneer haar deadlines naderen, helpen de Amars haar vaak met het afwerken van haar manga. Mejiro heeft een hekel aan mannen.
Yoshio Hanamori (鼻盛り 吉生, Hanamori Yoshio)
Hanamori is de egocentrische chauffeur van de Koibuchi familie en een goede vriend van Shu. Hij heeft een grote voorliefde voor Mercedes-Benz en is gemakkelijk om te kopen. Hij is de enige man die in Amamizukan toegelaten is.

## Ontvangst
In 2010 won Princess Jellyfish de Kodansha Manga Prijs voor beste shojo manga. Ook werd de reeks in datzelfde jaar genomineerd voor de Manga Taisho prijs. In 2017 werden de eerste drie volumes van de Engelse editie genomineerd voor een Eisner Award in de categorie "Best U.S. Edition of International Material—Asia".
In augustus 2010 werd het nieuws bekend dat er reeds meer dan 1 miljoen volumes van de reeks verkocht waren. Tijdens de eerste verkoopsweek verkocht volume 4 zo'n 27.000 maal. Volume 5 deed het nog beter met 55.000 verkochte exemplaren. Volume 6 volgde met 60.000 exemplaren in diens eerste week en 100.000 volumes de week erop.